# David J. MacNeil
David J. MacNeil es un actor canadiense de series, comerciales de televisión y actor de voz, además es escritor y productor de cine.

## Biografía y carrera
Nacido en Ottawa, Ontario, en Canadá el 9 de enero de 1970, MacNeil obtuvo su licenciatura en teatro y comunicaciones en la Universidad de Ottawa. También obtuvo un diplomado en transmisiones de televisión por parte de Algonquin College. También estudió en organizaciones como The Second City, Carter Thor Studios, Theatresports y The Actor's Workshop.
Ha aparecido en numerosos comerciales de televisión, así como ha prestado su voz para muchos de ellos. También ha sido presentador de eventos importantes.
Es más que todo conocido por su papel en la película Hollywoodland de 2006. Próximamente aparecerá en la película de DC, Shazam! en el 2019.

## Filmografía

### Televisión
| Año  | Título                          | Papel                     | Notas                          |
| ---- | ------------------------------- | ------------------------- | ------------------------------ |
| 1999 | System Crash                    | Mr. McAllister            |                                |
| 2002 | Spynet                          | Razor                     |                                |
| 2003 | Do or Die                       | Mercenario                | Película para televisión       |
| 2003 | Blue Murder                     | Oficial Marine            |                                |
| 2003 | Deadland                        | Secuaz                    | Película para televisión       |
| 2003 | The X                           | Bad Dog Tremblay          |                                |
| 2004 | The Squeeze                     | Policía                   | Corto                          |
| 2004 | Mutant X                        | Miembro de la tripulación | Dos episodios                  |
| 2005 | Plague City: SARS in Toronto    | Clerk                     | Película para televisión       |
| 2006 | Jeff Ltd.                       | Comprador                 | Un episodio                    |
| 2007 | True Crimes: The First 72 Hours | Detective Jason Nickle    | Serie documental. Un episodio. |
| 2007 | Love You to Death               | Hombre al teléfono        | Un episodio                    |
| 2009 | Undercurrent                    | Adam                      | Corto                          |
| 2011 | Breakout Kings                  | Clayton Guard             | Un episodio                    |
| 2011 | Nikita                          | Sujeto                    | Un episodio                    |
| 2013 | Cooper                          | Bartender                 | Un episodio                    |
| 2013 | Sam's Formalwear                | Diputado                  | Corto                          |
| 2018 | Schitt's Creek                  | Frank                     | Un episodio                    |
| 2018 | Titans                          | Oficial Fred              | Un episodio                    |
| 2018 | In Contempt                     | Phil                      | Un episodio                    |

### Cine
| Año  | Título        | Papel                | Notas         |
| ---- | ------------- | -------------------- | ------------- |
| 2006 | Hollywoodland | Oficial Daniel Korby |               |
| 2019 | Shazam!       | Mr. Bryer            | En producción |

### Videojuegos
| Año  | Título                 | Papel             | Notas |
| ---- | ---------------------- | ----------------- | ----- |
| 2003 | Resident Evil Outbreak | Voces adicionales |       |